# Laeops guentheri
Laeops guentheri är en fiskart som beskrevs av Alcock, 1890. Laeops guentheri ingår i släktet Laeops och familjen tungevarsfiskar. IUCN kategoriserar arten globalt som livskraftig. Inga underarter finns listade i Catalogue of Life.